# Gorgias
Pour les articles homonymes, voir Gorgias (homonymie).
Gorgias (en grec ancien Γοργίας / Gorgías) de Léontinoi (variantes : Léontini ou Léontium) est un philosophe présocratique, né à Léontinoi en Sicile (vers 480 av. J.-C.). Contemporain de Socrate, il apparaît dans plusieurs dialogues de Platon.
Sophiste, il enseignait l’art de persuader. Lucien de Samosate entre autres auteurs, dit qu’il vécut 108 ans. Platon, dont les écrits forment le noyau autour duquel la philosophie et son histoire se sont cristallisées, a jeté un tel discrédit sur la pensée de Gorgias,[réf. incomplète], le raillant dans son Banquet,, que le mot sophiste est péjoratif, tandis qu’un sophisme désigne un raisonnement dont la logique est fallacieuse.
Selon Athénée, Gorgias, après avoir lu le dialogue platonicien qui porte son nom, aurait dit : « Comme Platon sait bien se moquer ! ». Il serait juste de revenir aux sources afin de découvrir l'importance de cette pensée, non seulement dans l'histoire de la philosophie mais aussi pour la pensée contemporaine. Athénée, au Livre VI de son Banquet des Deipnosophistes cite une anecdote sur Gorgias, d’après le philosophe péripatéticien Démétrios de Byzance : Quand on a demandé à Gorgias la raison de sa longévité, lui qui était centenaire, il a répondu : « Je n’ai jamais fait une chose en vue de plaire à quelqu’un ».

## Biographie
On situe la naissance de Gorgias un peu avant la 75e olympiade, c'est-à-dire vers 480 av.J.-C. Son père, Charmantide de Léontinoi, était orateur. Il avait une sœur, dont on sait seulement qu'elle était la femme d'un nommé Déicrate, et un frère médecin, Hérodicos, qu'il ne faut pas confondre avec Hérodicos de Selymbrie.

### Philosophie
Disciple de Tisias, ainsi que d'Empédocle d'Agrigente, avec qui il apprit la rhétorique, il tient également de ce dernier maître sa conception de la connaissance : les corps émettent des particules. Or, les appareils sensitifs sont munis de pores. La sensation ne se produit que lorsque les pores des organes sensoriels sont d'un calibre conforme à celui des particules qui les rencontrent : trop larges ils les laissent filtrer, trop étroits ils les retiennent. Cette théorie d'Empédocle est, d'après Théophraste, également celle de Gorgias.

### Médecine et Persuasion
Son frère médecin semble avoir joué un rôle important dans la formation de Gorgias et la genèse de sa pensée : Gorgias l'accompagnait « souvent » auprès des malades et, lorsqu'ils étaient récalcitrants, parvenait à les convaincre de se laisser soigner, « sans autre art que la rhétorique ». Médecine et éloquence constituent justement les deux centres d’intérêt d'Empédocle dont il fut l'élève,. C'est durant la 84e olympiade, c'est-à-dire à partir de 444 av. J.-C., qu'il écrivit son Traité du non-être.

### Ambassadeur à Athènes
Il fréquenta Tisias, célèbre pour son procès contre son maître Corax et auteur du premier manuel de rhétorique, avec qui il fut envoyé à Athènes comme ambassadeur en 427 av. J.-C.. Il y remporta un succès considérable. Malgré tout, comme Platon le rappelle, Socrate pensa qu'il n'était vraiment pas difficile de louer les Athéniens devant les Athéniens, et ceci d'autant plus qu'Athènes, nouvellement engagée dans la guerre du Péloponnèse, venait d'être frappée par la Grande Peste.
Politiquement, Gorgias semble favorable à l'unification de la Grèce (panhellénisme), mais s'adressant aux Athéniens « ivres [de leur] suprématie », il préfère opportunément ne pas « faire allusion à l'union entre les Grecs ».

### Les élèves de Gorgias
Proxène le Béotien, ami de Xénophon, devint son élève : « Proxène le Béotien, lorsqu'il était encore jeune, désirait devenir un homme capable de grandes choses. Animé par ce désir, il donna de l'argent à Gorgias de Léontium, pour être autorisé à suivre ses leçons ». Antisthène, Alcidamas et Lycophron suivirent ses leçons. Protarque et son frère, de la riche famille de Callias, « un homme qui dépense plus en sophistes que tous nos autres citoyens ensemble », furent aussi ses élèves,argien. Pour son enseignement, Gorgias « recueillait cent mines de chaque élève »,, somme considérable. Son activité fut si lucrative qu'il se fit ériger, au Temple de Delphes, une statue en or massif. Selon Isocrate, son « plus célèbre élève», Gorgias « ne se fixa jamais dans aucune cité » : c'est en Thessalie qu'il le rencontre. Gorgias y enseigna son art à la puissante famille des Aleuades, notamment à Aristippe de Larissa (de) et à Ménon, de Larissa, que l'on retrouve dans le dialogue éponyme de Platon Toujours à Larissa en Thessalie, il rencontra le fameux médecin Hippocrate.

### La mort de Gorgias
Né avant Socrate et mort après que celui-ci fut condamné à boire la ciguë (399 av. J.-C.), tous les doxographes s'accordent à dire qu'il vécut très vieux : la plupart avancent l'âge de 108 ans (ce qui correspond exactement à 27 Olympiades). « Gorgias de Léontium, arrivé au terme de sa vie, fort avancé en âge, fut pris d'une sorte de faiblesse : il se laissa aller doucement au sommeil et se coucha. Comme un de ses familiers s'était approché et l'examinait en lui demandant ce qu'il avait, Gorgias répondit : Le sommeil commence à me prendre sous sa garde, comme un frère ».

## L’implacable logique du Traité du non-être
Isocrate a évoqué la logique de Gorgias : « Comment pourrait-on aller plus loin que Gorgias, qui a eu l'audace de dire qu'aucun des êtres n'existe ? »

### Suppression du critère de la vérité
De la nature ou Traité sur le non-être, ouvrage de Gorgias transmis par Sextus Empiricus, qui en restitue entièrement l'implacable logique dans son Contre les mathématiciens. C'est en effet d'un point de vue purement formel qu'il faut aborder le Traité du non-être : il serait vain de se demander si les propositions du sophiste sont vraies ou fausses en essayant d'en faire la réfutation à la manière du Pseudo-Aristote. La question peut se poser, quant à savoir si Gorgias n'a pas de toute façon « supprimé le critère de la vérité »

### Le Poème de Parménide
Pour mieux comprendre l'enjeu du traité De la nature ou Traité sur le non-être, il faut tout d'abord évoquer le poème de Parménide intitulé De la nature : « Ce qui peut être dit et pensé se doit d'être : car l'être est en effet, mais le néant n'est pas ». Ainsi pour Parménide « l'être est et le non-être n'est pas, de plus, et cela est essentiel, la pensée est la même chose que l’être ». Ce sont ces deux affirmations ontologiques que Gorgias va littéralement annihiler. Cette « destruction ontologique des choses » lui attribuera du même coup une réputation injustifiée de philosophe nihiliste. La logique a très tôt été utilisée contre elle-même, c'est-à-dire contre les conditions mêmes du discours : Gorgias l'utilise dans son Traité du non-être afin de prouver qu'il n'y a pas d'ontologie possible : « ce n'est pas l'être qui est l'objet de nos pensées » : la vérité matérielle de la logique est ainsi ruinée. Le langage acquiert ainsi sa propre loi, celle de la logique, indépendante de la réalité. Mais les sophistes ont été écartés de l'histoire de la philosophie (sophiste a pris un sens péjoratif), si bien que la logique, dans la compréhension qu'on en a eue par exemple au Moyen Âge, est restée soumise à la pensée de l'être.

### Trois propositions fondamentales
Pour cela, comme le résume Sextus Empiricus, « il met en place, dans l'ordre, trois propositions fondamentales :
- premièrement, et pour commencer, que rien n'existe ;
- deuxièmement que, même s'il existe quelque chose, l'homme ne peut l'appréhender ;
- troisièmement, que même si on peut l'appréhender, on ne peut ni le formuler ni l'expliquer aux autres. »[38]

|  |  |

- πρῶτον ὅτι οὐδὲν ἔστιν
- δεύτερον ὅτι εἰ καὶ ἔστιν, ἀκατάληπτον ἀνθρώπωι
- τρίτον ὅτι εἰ καὶ καταληπτόν, ἀλλὰ τοί γε ἀνέξοιστον καὶ ἀνερμήνευτον τῶι πέλας.

### Rien n'existe
Il ne s'agit pas ici de refaire pas à pas la lumineuse, mais néanmoins fastidieuse démonstration de Gorgias. Il suffit seulement de montrer qu'il utilise à chaque étape de son raisonnement (qui tour à tour emploie les couples être/non-être, éternel/engendré, limité/illimité, un/multiple) la même formulation de base qui, en logique propositionnelle s'écrit (p∨¬p)∨(p∧¬p). Ainsi, « s'il existe quelque chose, c'est ou l'être, ou le non-être, ou à la fois l'être et le non-être. »
- Le non-être n'est pas car « si le non-être existe, il sera et à la fois il ne sera pas[42] » : il sera en tant qu'il existe et il ne sera pas en tant que non-être. Or, par principe de non-contradiction, « il est tout à fait absurde que quelque chose soit et ne soit pas à la fois. Donc le non-être n'est pas[42]. » On retrouve le résultat de Parménide.
- Démontrer que « l'être n'est pas » est un peu plus complexe, et oblige Gorgias à développer son raisonnement apagogique au bout duquel il parvient aux résultats suivants :
  - « Si l'être est éternel, il est illimité ; s'il est illimité, il n'est nulle part ; s'il est nulle part, il n'est pas. »
  - « En outre, l'être ne peut pas non plus être engendré. Car s'il a été engendré, c'est à partir de l'être ou à partir du non-être qu'il a été engendré. » Or, il ne peut pas être engendré à partir de l'être (auquel cas l'être existerait déjà) ni à partir du non-être.
  - « Ainsi, si l'être n'est ni éternel, ni engendré, ni les deux à la fois, alors, l'être n'est pas. »

Gorgias quitte la voie tracée par son illustre prédécesseur Parménide : certes, le non-être n'est pas, mais l'être non plus.

### L'être n'est donc pas objet de pensée
S'opposant en tous points à Parménide pour qui « la pensée est la même chose que l’être », Gorgias démontre que « l'être ne saurait être pensé » : « L'être n'est donc pas objet de pensée. » Cette affirmation n'est pas sans conséquence : c'est elle qui justifie et nécessite la pratique des sophistes. Comme on peut le deviner, si l'être ne peut être pensé, il n'y a pas de place pour le moindre monde des idées ni d'ailleurs pour aucun autre arrière-monde, pas de réminiscence ou d'anamnèse possible, comme c'est effectivement le cas dans le mythe des enfers que Platon place justement à la fin du Gorgias (mythe qui préfigure celui d'Er le Pamphylien dans La République). On peut à partir de là comprendre pourquoi Platon s'est opposé à Gorgias et aux sophistes.

### Un seul moyen de révéler: le discours
Ainsi donc si « rien n’existe », il ne reste que le discours, objet des sophistes : « Car le moyen que nous avons de révéler, c’est le discours » ! Mais un discours qui ne prétend pas, comme c'est évidemment le cas de Platon, pouvoir atteindre la vérité puisque « le discours, il n’est ni les substances ni les êtres : ce ne sont donc pas les êtres que nous révélons à ceux qui nous entourent ; nous ne leur révélons qu’un discours ». Un simple discours dans toute sa matérialité qui ne renvoie qu'à lui-même nécessite un savoir technique pour produire son effet : la rhétorique, dont Gorgias serait « le premier inventeur. »

## La puissance du discours

### Technè rhêtorikè
L'art rhétorique de Gorgias consiste concrètement en l'utilisation d'effets rythmiques et sonores tels que les rimes, l'homéotéleute, l'isocolie, la parisose, l'antithèse, la paronomase et l'homéoptote) qu'il déploie dans ses Éloges et ses Discours épidictiques. Lors de son ambassade à Athènes, « la nouveauté de son style surprit les Athéniens, peuple lettré et spirituel, qui furent très impressionnés » car Gorgias se servait de ces « figures de style extrêmement raffinées et débordantes de virtuosité. » Néanmoins, l'utilisation abusive de ces figures revenant « trop souvent, jusqu'à l’écœurement » finit par sembler ridicule et affectée.

### La rhétorique: ouvrière de persuasion
Gorgias exprime une opinion de rencontre et la rhétorique exige un savoir-faire : elle n'est ni une technique, ni un art. « La rhétorique est ouvrière de persuasion. »

### Mémoire du passé, vision du présent, divination de l’avenir
« La puissance du discours» provient, selon Gorgias, du fait que « les gens n’ont pas la mémoire du passé, ni la vision du présent, ni la divination de l’avenir ». 

### Pharmakon
Frère de médecin, Gorgias affirme qu’il « existe une analogie entre la puissance du discours à l’égard de l’ordonnance de l’âme et l’ordonnance des drogues à l’égard de la nature des corps. » Pharmakon, le discours peut aussi bien être un remède qu'un poison.

## Rhétorique
À côté de la faiblesse de la vérité, Gorgias pose la force du langage, son pouvoir sur les esprits, par l'argumentation, et sur les émotions, par le rythme et les effets sonores (isocolie, parisose, homéotéleute, antithèse). Ce pouvoir peut être bien ou mal utilisé ; la technè rhêtorikè ne garantit ni n'élève la moralité de celui qui l'emploie, il s'agit d'un instrument neutre. En cela, Gorgias est le fondateur du pragmatisme rhétoricien, opposé à l'idéalisme philosophique à la manière de Platon (les leçons de Socrate conduisent ceux qui les écoutent à devenir meilleurs). Gorgias développe l'idée que l'orateur peut aider les États à faire des choix politiques, parce que sa technè lui permet d'abord d'analyser la situation, puis de convaincre en vue de l'action. En dehors de son traité d'ordre métaphysique dont Sextus Empiricus nous a conservé l'extrait ci-dessus, on possède de Gorgias deux courts plaidoyers, Pour Hélène et Pour Palamède. On peut y lire des exemples des procédés stylistiques et sonores dont il fait la théorie.

## Ouvrages
- Art rhétorique
- Oraison funèbre
- Discours olympique
- Discours pythique
- Éloge des Éléens
- Éloge d'Achille
- Éloge d'Hélène
- Défense de Palamède
- Sur le non-être ou sur la nature (Peri phuseos)[55]

### Études
- Gorgia di Leontini, Gorgia "Su ciò che non è" , édition critique, traduction italienne et commentaire par Roberta Ioli, Hildesheim, Georg Olms, 2010.
- Barbara Cassin, Si Parménide : Le traité anonyme De Melisso, Xénophane, Gorgia, Lille, Presse Universitaire de Lille, 1980, 646 p. (ISBN 2-85939-151-7, lire en ligne)
- Jean-Paul Dumont, Les Sophistes : Fragments et témoignages, PUF, coll. « Les Grands Textes », 1969
- Eugène Dupréel, Les sophistes : Protagoras, Gorgias, Prodicus, Hippias, Neuchâtel, Éditions du Griffon, 1948, 407 p.
- Jean Lévêque, La Trilogie, Parménide, Héraclite, Gorgias, Paris, Osiris, 1994
- Gilbert Romeyer-Dherbey, Les Sophistes, PUF, coll. « Que sais-je ? », 2002 (lire en ligne), chap. II (« Gorgias »)
- Marie-Pierre Noël :
  - « Gorgias et l’invention des GORGIEIA SCHÈMATA », Revue des Études grecques 112, 1999, p. 193-211 ;
  - « La persuasion chez Gorgias », dans La Rhétorique grecque, Actes du Colloque O. Navarre, éd. J.-M. Galy et A. Thivel, Nice, 1994, p. 89-105 ;
  - « L’enfance de l’art : plaisir et jeu chez Gorgias », Bulletin de l'Association Guillaume Budé, 1994, p. 71-93 ;
  - « La persuasion et le sacré chez Gorgias », Bull. de l'Ass. Guillaume Budé, 1989, p. 139-151.
- Carl Wilhelm Vollgraff (membre de l'Institut), L'oraison Funèbre De Gorgias, Leyde, E. J. Brill, 1952 (lire en ligne)